# Carmichaels
Carmichaels is een plaats (borough) in de Amerikaanse staat Pennsylvania, en valt bestuurlijk gezien onder Greene County.

## Demografie
Bij de volkstelling in 2000 werd het aantal inwoners vastgesteld op 556.
In 2006 is het aantal inwoners door het United States Census Bureau geschat op 514, een daling van 42 (-7,6%).

## Geografie
Volgens het United States Census Bureau beslaat de plaats een oppervlakte van
0,5 km², geheel bestaande uit land. Carmichaels ligt op ongeveer 306 m boven zeeniveau.

## Plaatsen in de nabije omgeving
De onderstaande figuur toont nabijgelegen plaatsen in een straal van 8 km rond Carmichaels.